# 薇欧蕾特的工作室 ～格拉姆纳特的炼金术士2～
《薇欧蕾特的工作室 ～格拉姆纳特的炼金术士2～》（中国大陆官方译为）是由Gust公司制作的一款PlayStation 2角色扮演游戏，于2003年6月26日发售了附带影像DVD的初回限定版。
本作是炼金术士系列第五作，舞台与第四代《尤蒂的工作室》相同，时代为前作的25年后。人设仍由双羽纯担任。
2004年7月8日发售了“Gust Best Price”廉价版。2011年2月3日，此作以《薇欧蕾特的工作室 ～格拉姆纳特的炼金术士2～ 群青的回忆》为名，在PSP上发售了增强复刻版。PSP版新增三名人物，并在系统上做了一点小改变。